# 17 Dywizja Piechoty (III Rzesza)
17 Dywizja Piechoty (niem. 17. Infanterie-Division) – dywizja piechoty podlegająca nazistowskiej III Rzeszy, uczestniczyła w agresji na Polskę i Francję oraz ataku na Związek Radziecki.

## Historia
Jednostka została utworzona w październiku 1934 w Norymberdze na bazie 21 Pułku Piechoty pod nazwą kodową Dowódca piechoty VII. Chociaż tworzono ją jako kompletną dywizję, nazwa miała sugerować, iż chodzi o wiele mniejszą jednostkę, jako że Niemcy były zobowiązane do ograniczenia swoich sił zbrojnych na podstawie traktatu wersalskiego. Po tym jak Adolf Hitler wypowiedział traktat i oficjalnie ogłosił utworzenie Wehrmachtu w październiku 1935, jednostka ta została przemianowana na 17 Dywizję Piechoty.
Dywizja ta uczestniczyła w anektowaniu Austrii w marcu 1938. Podczas niemieckiej inwazji na Polskę w 1939, dołączyła do niej okryta złą sławą 1 Dywizja Pancerna SS „Leibstandarte SS Adolf Hitler”, sama zaś dywizja podporządkowana została 8 Armii. Pod dowództwem gen. Herberta Locha dywizja uczestniczyła w walkach na Śląsku i w rejonie Łodzi. W Pabianicach walczyła przeciw polskiej 28 Dywizji Piechoty i Wołyńskiej Brygadzie Kawalerii. Podczas tych wydarzeń 17 Dywizja dokonała szeregu zbrodni na polskiej ludności cywilnej.
W 1940 jednostka ta brała udział w inwazji na Francję, następnie przygotowywano ją do desantu na Anglię. W latach 1941–1942 uczestniczyła w ataku na Związek Radziecki w składzie 
XIII Korpusu Piechoty, następnie w celu wzupełnień i wypoczynku została przerzucona do okupowanej Francji, aby w 1943 znowu walczyć przeciw Armii Czerwonej. W czasie ofensywy rozpoczętej  12 stycznia 1945 została rozbita na linii Wisły, niedobitki wycofały się na Śląsk. Tam została wzmocniona niedobitkami z 88 i 291 Dywizji Piechoty. Pod koniec kwietnia 1945 została otoczona w Czechach, gdzie żołnierze oddali się do niewoli.

## Zbrodnie
Żołnierze Niemieckiej 17 Dywizji Piechoty brali udział w zbrodniach podczas inwazji Niemiec na Polskę w 1939 roku. Pomiędzy 3 a 4 września w miasteczku Złoczew ok. 200 ludzi zostało zamordowanych, zarówno etnicznych Polaków jak i obywateli polskich będących Żydami. Udało się zidentyfikować zaledwie 71 ofiar. Reszta była uciekinierami i ich tożsamość była niemożliwa do ustalenia przez polskie władze po wojnie. Niemieckie władze odmówiły ukarania winnych. Żołnierze 17 Dywizji dokonali również masowego mordu 10 chłopów w wiosce Grojec Wielki 3 września.

## Dowódcy dywizji
- gen. por. Herbert Loch - 1 września 1939 roku
- gen. por. Ernst Güntzel - 28 października 1941 roku
- gen. por. Gustav-Adolf von Zangen - 25 grudnia 1941 roku
- gen. por. Richard Zimmer - 1 kwietnia 1943 roku
- płk Scheiker - grudzień 1943 roku
- gen. mjr Paul Schricker - styczeń 1944 roku
- płk Otto-Hermann Brücker - luty 1944 roku
- płk Georg Haus - 15 marca 1944 roku
- płk Theodor Preu - 1 kwietnia 1944 roku
- gen. por. Richard Zimmer - kwiecień 1944 roku
- gen. mjr Max Sachsenheimer - 4 września 1944 roku

## Struktura organizacyjna
- 21 pułk piechoty
- 55 pułk piechoty
- 95 pułk piechoty
- 17 pułk artylerii oraz: 17 batalion rozpoznawczy, 17 batalion przeciwpancerny, 17 batalion inżynieryjny, 17 batalion łączności, 17 batalion zapasowy i 17 dywizyjne oddziały zaopatrzeniowe[1]